# X Japan
X Japan (em japonês: エックス・ジャパン; romaniz.: Ekkusu Japan), também conhecida apenas como X (em japonês: エックス; romaniz.: Ekkusu), é uma banda japonesa de rock de Chiba, formada em 1982 pelo baterista Yoshiki e vocalista Toshi. Inicialmente uma banda predominantemente de power e speed metal, incluindo elementos sinfônicos pesados, moveram em direção a um som progressivo com ênfase em baladas mais tarde. Além de ser uma das primeiras bandas japonesas a alcançar sucesso mainstream em um selo independente, são creditados como um dos principais fundadores do movimento visual kei, onde seu nome é derivado do slogan do grupo "Psychedelic Violence Crime of Visual Shock" (Crime de Violência Psicodélica do Choque Visual).
Inicialmente chamada apenas X (em japonês: エックス; romaniz.: Ekkusu), em 1988 lançaram o álbum de estreia Vanishing Vision pela Extasy Records, fundada por Yoshiki, um ano após estabilizar sua formação que incluía o baixista Taiji, o guitarrista principal Hide e o guitarrista rítmico Pata. Alcançaram sucesso em 1989 com seu segundo álbum e primeiro em uma grande gravadora, Blue Blood. Após Jealousy (1991), Taiji deixou a banda e foi substituído por Heath. O grupo alterou seu nome para X Japan antes de gravar Art of Life (1993), composto exclusivamente pela faixa-título de 29 minutos. Em 1995, a banda abandonou grande parte de sua estética extravagante a favor de um visual mais casual e lançou Dahlia (1996), que assim como seus dois álbuns anteriores, estreou em primeiro lugar na Oricon. X Japan anunciou sua separação em 1997 e realizou seu último show no Tokyo Dome em 31 de dezembro, o último de cinco shows esgotados consecutivos realizados na véspera de ano novo. No ano seguinte, o guitarrista Hide falece. Após dez anos, em 2007 o X Japan se reuniu oficialmente e lançou a canção "I.V.". Seguiram realizando vários shows, incluindo seu primeiro no exterior em Hong Kong e embarcaram em turnê pela América do Norte em 2010. Logo mais, Sugizo, de Luna Sea, entrou como guitarrista solo. Em 2011, apresentaram sua primeira turnê mundial com datas na Europa, América do Sul e Ásia. Além disso, começaram a produzir seu sexto álbum de estúdio pouco depois de se reunir. Contudo, durante mais de dez anos de produção, várias datas de lançamento foram anunciadas mas ele permanece não publicado, apesar de Yoshiki afirmar que foi concluído em setembro de 2018.
X Japan lançou cinco álbuns de estúdio, seis álbuns ao vivo e 21 singles. Em 2003, o HMV Japan classificou a banda em 40º lugar em sua lista dos 100 artistas pop japoneses mais importantes. Em 2007, a Rolling Stone Japão classificou Blue Blood em 15º lugar em sua lista dos 100 maiores álbuns de rock japonês de todos os tempos. Em 2017, o portal Loudwire nomeou X Japan a melhor banda de metal do Japão. Foi relatado que o X Japan vendeu mais de 30 milhões de discos no total.

## Carreira

### Formação e primeiros anos (1977–1986)
Por causa de nossa roupa e maquiagem hardcore, os críticos não levavam a música a sério e nos rejeitavam, dizendo: "Eles não estão fazendo música" ou "É algum tipo de show ou festa à fantasia". Mas à medida que o público cresceu e os shows começaram a se esgotar em todos os lugares que íamos, percebi que o que estava fazendo era certo.

Yoshiki, sobre o início do X
Em 1977, Yoshiki e Toshi formaram uma banda chamada Dynamite em sua cidade natal, Tateyama, Chiba, quando eles tinham apenas 11 anos. Dynamite alterou seu nome para Noise em 1978, quando eles estavam no ensino médio. Suas atividades nessa época, onde Toshi era guitarrista e Kurata era o vocalista, se resumiam a concursos locais ou escolares. Em 1981, Yoshiki e Toshi ganharam (individualmente) o concurso musical Eastwest patrocionado pela Yamaha. Em 1982, o Noise se separou e Yoshiki e Toshi formaram uma nova banda com o nome provisório X, que acabou se tornando oficial. No ínicio, tentaram contribuir com o movimento punk underground do Japão, mas não se encaixaram pois eram considerados muito comerciais e extravagantes.
X começou a se apresentar ativamente na área de Tóquio em 1985, após a dupla se mudar para lá no ano anterior. Em contrapartida, os membros da banda mudavam frequentemente, exceto pelos dois fundadores. Com a formação consistindo por Toshi nos vocais, baterista Yoshiki, guitarristas Terry e Tomoyuki e o baixista Atsushi, seu primeiro single, "I'll Kill You", foi lançado pela Dada Records em junho, esgotando todas as 1.000 cópias. O lado-B "Break the Darkness" foi incluído na compilação promocional Heavy Metal Force III em novembro, que também contou com uma música de Saver Tiger (antiga banda de hide). Em novembro, o baixista Taiji, antes da banda Dementia, se juntou ao X, embora tenha deixado o grupo logo em seguida.
Devido a temática da banda, a banda não conseguiu entrar uma gravadora facilmente. Para garantir uma saída contínua para suas músicas, Yoshiki fundou o selo independente Extasy Records utilizando os recursos obtidos após sua mãe vender o comércio de quimonos da família. Pela Extasy, lançaram seu segundo single, "Orgasm", em abril de 1986, desta vez com o guitarrista Jun e baixista Hikaru. As 1.500 cópias do single esgotaram quase imediatamente. Isto levou o X a fazer sua primeira aparição na televisão, representado por Yoshiki, Toshi e Jun. Taiji voltou oficialmente para a banda em novembro do mesmo ano. As canções "Stab Me in the Back" e "No Connexion", presentes na a compilação promocional da Victor Records, Skull Thrash Zone Volume I, foram gravadas com o suporte do guitarrista Pata, ex integrante da banda Judy. Enquanto isso, hide do Saver Tiger, havia desistido da carreira musical, mas após a insistência de Yoshiki ele entrou como guitarrista do X logo após estas gravações. Depois que Pata deu suporte mais uma vez ao grupo, desta vez em um show ao vivo, ele se juntou oficialmente completando a primeira formação clássica do grupo.

### Início do sucesso (1988–1993)
Em agosto de 1987, eles se apresentaram no evento Rock Monster no Kyoto Sports Valley e lançaram seu primeiro home video, Xclamation. Em 14 de abril de 1988 lançaram seu álbum de estreia, Vanishing Vision através da Extasy Records e fizeram extensas turnês para divulgá-lo. A primeira impressão do álbum, de 10.000 cópias, esgotou em uma semana e liderou a parada de álbuns independentes da Oricon e ainda alcançou a décima nona posição na parada principal, tornando-os a primeira banda independente a aparecer na Oricon Albums Chart. A Vanishing Tour Vol.2 levou a banda a 20 locais para 24 shows de junho a julho, enquanto a Burn Out Tour contou com 12 apresentações em outubro. Em 26 de dezembro de 1987, o X havia participado de uma audição realizada pela CBS/Sony que resultou em um contrato com a gravadora em agosto de 1988. Em novembro, participaram do show sediado pela revista musical Rockin'f, Street Fighting Men, no Differ Ariake Arena. Naquele ano, os membros também fizeram uma breve aparição no filme americano Tokyo Pop, estrelado por Carrie Hamilton.
A turnê Blue Blood Tour começou em 13 março, e todos os ingressos foram esgotados rapidamente. Em 21 de abril de 1989, o Blue Blood foi lançado e impulsionou o sucesso da banda, estreando em sexto lugar na Oricon Albums Chart, enquanto o single "Kurenai" alcançou a quinta posição  e "Endless Rain" alcançou a terceira. A banda então embarcou na turnê Rose & Blood, que foi temporariamente suspensa quando Yoshiki desmaiou após a apresentação de 22 de novembro. O sucesso do novo álbum rendeu à banda o prêmio de "Grand Prix Novo Artista do Ano" no 4° Japan Gold Disc Awards em 1990. O grupo voou para Los Angeles em 24 de novembro do mesmo ano para iniciar as gravações de seu álbum seguinte, Jealousy. Voltaram ao Japão em junho de 1991; hide, Pata e Taiji voltaram no dia 5. Quando Yoshiki e Toshi voltaram no dia 7, 500 membros das Forças de Autodefesa do Japão estavam no aeroporto para controlar a multidão de fãs. Durante uma coletiva de imprensa em 7 de maio de 1991, a data de lançamento do álbum foi anunciada e também que o X faria seu primeiro show na maior casa de shows coberta do Japão, o Tokyo Dome. Lançado em 1 de julho de 1991, estreou no topo da Oricon, vendendo mais de 600.000 cópias apenas na primeira semana. Posteriormente, foi certificado milhão pela RIAJ. Realizado em agosto, o show no Tokyo Dome fez parte da turnê Violence in Jealousy, que durou até o final do ano e mais uma vez viu Yoshiki colapsar de exaustão após o show no Yokohama Arena em 24 de outubro. No dia 8 de dezembro, ocorreu a apresentação X with Orchestra no NHK Hall, onde, como o nome sugere, a banda se apresentou acompanhada por uma orquestra.
1992 começou com três shows esgotados no Tokyo Dome, intitulados Tokyo Dome 3 Days: On the Verge of Destruction, em 5 e 7 de janeiro. Em uma reviravolta, foi anunciado em 31 de janeiro que o baixista Taiji havia deixado o grupo. O motivo de sua saída, alegado pela banda, foi devido a divergências musicais. No entanto, em sua autobiografia, Taiji afirma que foi convidado a sair porque ele confrontou Yoshiki devido à diferença substancial de renda entre Yoshiki e cada um dos outros membros. Quando questionado sobre a saída de Taiji em 2016, Yoshiki disse "ele ultrapassou os limites das regras da nossa banda" e "até hoje não sei se a decisão foi certa ou errada, mas não tínhamos escolha." Em 24 de agosto de 1992, a banda deu uma entrevista coletiva em Nova York no Rockefeller Center. Lá, Heath (ex: Media Youth) foi anunciado como o novo baixista. O primeiro show com Heath foi no Extasy Summit de outubro de 1992 no Osaka-jō Hall. Nessa época, o sucesso da banda no Japão fez com que um avanço internacional parecesse provável, levando-os a deixar a Sony Japan a fim de assinar contrato com a americana Atlantic Records (porém, o lançamento de um álbum internacional nunca aconteceria).

### Mudança de nome,Art of LifeeDahlia(1992-1997)
Após visarem a expansão internacional, renomearam a banda de somente X para X Japan, a fim de se distinguir da banda punk americana X. Seu primeiro show com Heath foi no Extasy Summit de outubro de 1992 no Osaka-jō Hall.
Art of Life foi lançado em 25 de agosto de 1993 pela Atlantic Records, e consiste apenas na faixa-título de 29 minutos, progressiva e fortemente orquestrada. Ele estreou no topo da Oricon, no entanto, a banda fez apenas dois shows naquele ano, com cada membro estreando em suas carreiras solo. No final do ano, realizaram dois shows intitulados X Japan Returns, no Tokyo Dome em 30 e 31 de dezembro, marcando o início de uma tradição de shows na véspera de Ano Novo que duraria até a separação do grupo. Suas carreiras solo continuaram no ano seguinte, com o X Japan realizando apenas quatro shows no total. Os dois primeiros foram os últimos dois dias do festival The Great Music Experience, e os outros foram em 30 e 31 de dezembro no Tokyo Dome, intitulados Aoi Yoru (青い夜, Noite azul) e Shiroi Yoru (白い夜, Noite branca) respectivamente.
O ano de 1995 também foi silencioso para a banda, até 19 de novembro, quando embarcaram na turnê de seu próximo álbum, Dahlia Tour 1995-1996. Por volta dessa época, o grupo abandonou a maior parte de sua estética original, visual kei e extravagante, a favor de um visual mais casual. Embora o álbum Dahlia não tenha sido lançado até 4 de novembro de 1996, os singles presentes nele foram lançados alguns meses depois de Art of Life. Embora isso tenha feito com que Dahlia incluisse relativamente pouco material inédito, o álbum também alcançou o topo das paradas. A turnê foi originalmente agendada para terminar em 31 de março de 1996, no entanto, foi interrompida quando Yoshiki herniou as vértebras cervicais após o show de 13 de março. No entanto, eles realizaram sua tradição de dois concertos no Tokyo Dome em 30-31 de dezembro, intitulados Noite de Ressureição (復活の夜, Fukkatsu no Yoru) e Noite Imprudente (無謀な夜, Mubōna Yoru).

Hide durante a The Last Live de 1997.

Inesperadamente, em 22 de setembro de 1997, ás 13h, Yoshiki, Hide, Pata e Heath deram uma coletiva de imprensa onde anunciaram que o X Japan se separaria. O vocalista Toshi decidiu deixar a banda porque a vida glamorosa e orientada para o sucesso de uma estrela do rock falhou em satisfazê-lo emocionalmente, ao contrário de uma vida e carreira mais simples. Ele afirmou que havia tomado a decisão em abril de 1996, embora não tenha sido divulgada publicamente. No entanto, cerca de doze anos depois, ele confirmou o que foi noticiado por muito tempo na mídia; que sofreu uma lavagem cerebral por meio de violência e abuso e levaram seu dinheiro, o trazendo à falência. O X Japan apresentou seu show de despedida, intitulado The Last Live: Last Night, no Tokyo Dome em 31 de dezembro de 1997, tornando-se a última das cinco vésperas de ano novo consecutivas que o grupo se apresentou no estádio. Todavia, mais tarde naquele mesmo dia eles tocaram "Forever Love" no Kōhaku Uta Gassen daquele ano, marcando sua verdadeira última apresentação.

### Após o fim do X Japan (1997–2007)

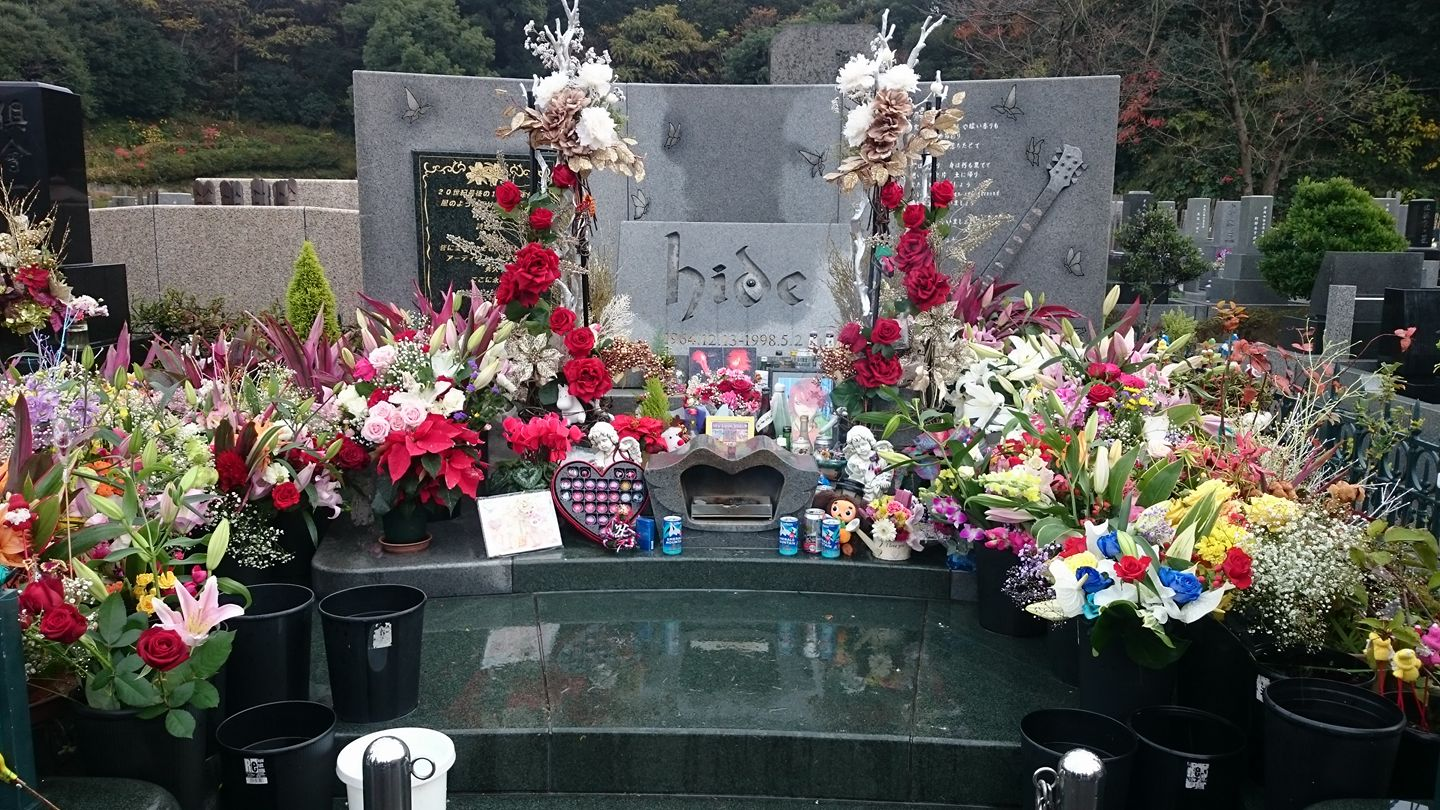
Túmulo de hide em 2017

Enquanto reedições, compilações e filmagens ao vivo continuavam sendo lançadas, os membros do X Japan seguiram carreiras solo e outros projetos.
Hide, que lançou seu álbum de estreia solo Hide Your Face em 1994, continuou sua carreira com um som distintamente diferente da musicalidade do X Japan, inclinando-se para o rock alternativo como em "Scars". Em 2 de maio de 1998, Hide faleceu do que foi constatado como suicídio. Sua morte reuniu o X Japan para uma performance de "Forever Love", cantada como adeus no funeral do guitarrista. Apenas dois meses depois, o álbum de estreia 3.2.1. de sua banda baseada nos Estados Unidos, Zilch, foi lançado. Seu terceiro álbum solo Ja, Zoo, formalmente incluindo sua banda de apoio hide with Spread Beaver, foi lançado em novembro de 1998 e se tornou o de maior sucesso, tendo alcançado o topo da Oricon e vendido mais de um milhão de cópias. Antes de sua morte, Hide e Yoshiki cogitavam reiniciar o X Japan no ano de 2000.

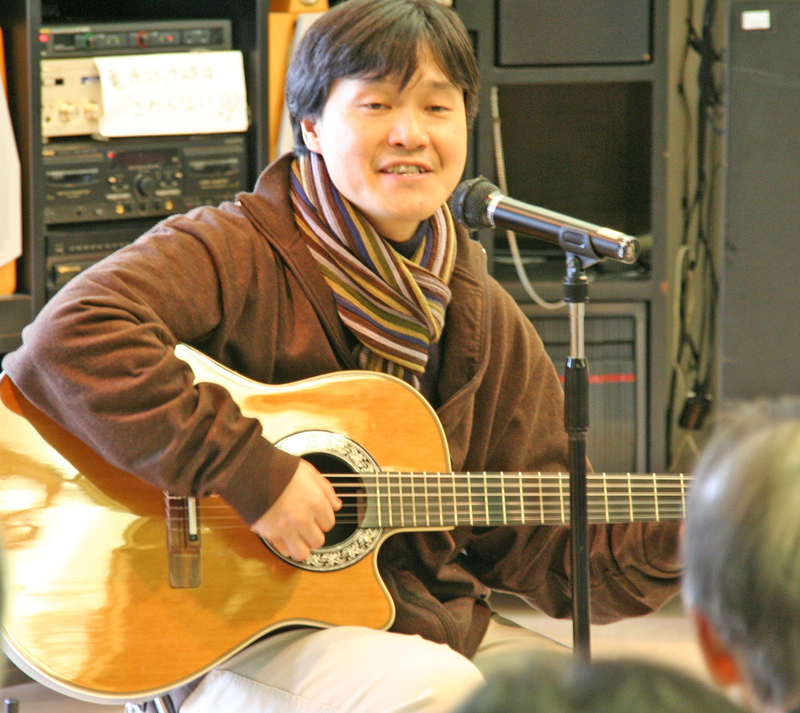
Toshi em 2005.

A carreira solo de Toshi começou em 1992 e tem sido extensa, com ele tendo lançado mais de 30 álbuns e realizado inúmeros shows acústicos para públicos menores. A turnê Utatabi Travelling Concert contou com mais de 3.000 shows entre 1999 e 2003. Suas canções são apresentadas como "música curativa" e foram compostas principalmente por Masaya. Em junho de 2008, ele formou o projeto ecológico Toshi with T-Earth com o lema "Cure a Terra, Cure as Crianças".
Após ambos terem lançado álbuns solo no início dos anos 90, Pata e Heath se juntaram ao percussionista e programador do Spread Beaver I.N.A, que também trabalhou em vários lançamentos do X Japan, para fornecer uma faixa para o álbum tributo ao Hide de 1998, Hide Tribute Spirits. Os três se reuniram novamente em 2000 para formar o grupo Dope HEADz, que lançou dois álbuns antes de encerrar as atividades. Posteriormente, Heath seguiu sua carreira solo e Pata formou o grupo de rock instrumental Ra:IN, que mais tarde incluiu o tecladista do Spread Beaver, DIE.
Imediatamente após deixar o X Japan em 1992, Taiji integrou brevemente a banda Loudness e depois formou vários outros projetos, como o D.T.R (Dirty Trash Road), Cloud Nine, Otokaze, entre outros. Em 2002, o ex guitarrista Terry faleceu.

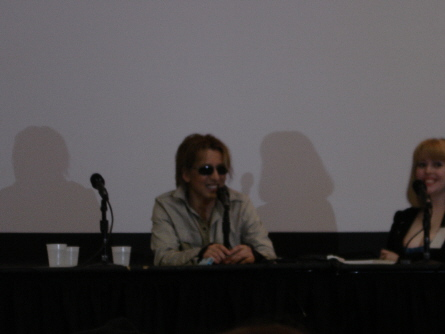
Yoshiki no festival Otakon em 2006

Antes da separação do X Japan, Yoshiki já havia colaborado de forma independente com Roger Taylor no single "Foreign Sand" e também providenciou a contribuição japonesa ao álbum de tributo internacional ao Kiss Kiss My Ass: Classic Kiss Regrooved, com um arranjo orquestral da música "Black Diamond". Uma compilação com arranjamentos orquestrais de canções do X Japan, intitulada Eternal Melody, também foi lançada. Foi tocada pela Orquestra Filarmônica de Londres, de Tóquio, Quartet San Francisco e contou com a co-produção de George Martin. Após a separação, Yoshiki se envolveu em diversas outras atividades, como brevemente ser um membro do grupo pop Globe, produzir o emergente grupo Dir en grey, a banda coreana de rock TRAxX e fundar o projeto solo Violet UK. Ele também contribuiu com trilha sonora de filmes, como Catacumbas (2007) e Repo! The Genetic Opera (2008). Seu trabalho solo de maior sucesso é o single "Red Swan", de 2018.
Em 25 de maio de 2007, foi anunciada a formação do supergrupo S.K.I.N, que além de Yoshiki era formado pelos artistas de pop rock Gackt e Miyavi, além do guitarrista do Luna Sea, Sugizo. O grupo fez sua primeira e única apresentação na convenção Anime Expo em Long Beach, Califórnia, em 29 de junho de 2007.

### Reunião e Hide Memorial Summit (2007–2008)
De acordo com uma reportagem do jornal Sponichi, Toshi visitou Yoshiki em Los Angeles em novembro de 2006 para trabalhar na canção "Without You" como uma homenagem a Hide. Em 21 de março de 2007, Toshi anunciou em seu site que ele e Yoshiki haviam recentemente retomado o trabalho juntos, declarando que um "novo projeto" começaria em breve. Rumores de uma reunião do X Japan subsequentemente começaram, e em junho foi relatado que Yoshiki expressou interesse em lançar "Without You" como single e de começar uma turnê com a banda, sem contar que ele estava conversando com Heath e Pata sobre sua participação.
A banda fez sua primeira aparição pública em 10 anos em 22 de outubro de 2007, na cobertura do shopping center Aqua City em Odaiba, Tóquio, com o objetivo de gravar um videoclipe para sua nova canção "I.V.". A música foi usada como tema do filme estaduniense de terror Saw IV. Foi escrita por Yoshiki e gravado com todos os membros do X Japan da formação pré-separação, já que foram utilizadas faixas de guitarra inéditas de Hide. "I.V." foi lançada pelo iTunes em 23 de janeiro de 2008, liderando as paradas da loja naquele dia. Além disso, em 29 de fevereiro, lançaram o DVD do show X Japan Returns, que aconteceu em 1993 no Tokyo Dome.

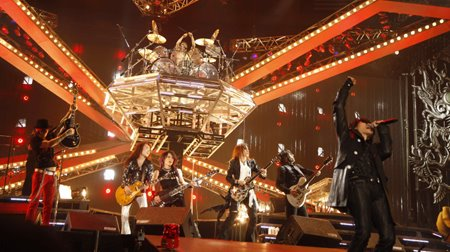
X Japan com os convidados Richard Fortus, Sugizo e Wes Borland em 2008.

Três dias antes do lançamento da canção, os primeiros shows do X Japan após a reunião foram anunciados: 28 e 30 de março no Tokyo Dome. Devido à alta demanda, eles adicionaram mais um show para o dia 29. Essas três apresentações foram intituladas X Japan Resume Attack 2008 IV - Towards Destruction, e cada show individualmente intitulado Night of Destruction, Night of Madness e Night of Creation, respectivamente, além de contar com três guitarristas convidados no lugar do falecido Hide - Wes Borland, Richard Fortus e Sugizo. O show de 28 de março foi transmitido ao vivo no canal pay-per-view WOWOW. Durante a apresentação de "Art of Life", um holograma de Hide (obtido da filmagem de "Art of Life" no Tokyo Dome em 1993) tocou ao lado da banda. Por causa de dificuldades técnicas, possivelmente devido ao holograma, o primeiro show foi atrasado por mais de duas horas e mais tarde chegou a um fim abrupto quando Yoshiki colapsou, apenas após oito músicas serem apresentadas. Os shows subsequentes ocorreram sem dificuldades.
Durante uma coletiva de imprensa, foram anunciados planos de uma apresentação em Paris em 5 de julho de 2008, contando com um público-alvo de 20 mil pessoas. Depois, também foi anunciado um show no Madison Square Garden, em Nova York, marcado para 13 de setembro e um no Taipei World Trade Center, no dia 2 de agosto. Em 8 de junho, foi relatado que todos os shows previamente agendados do X Japan seriam adiados, devido a piora do quadro de hérnia de disco e tendinite de Yoshiki. Os concertos em Paris e Taipei foram remarcados para o ano seguinte.

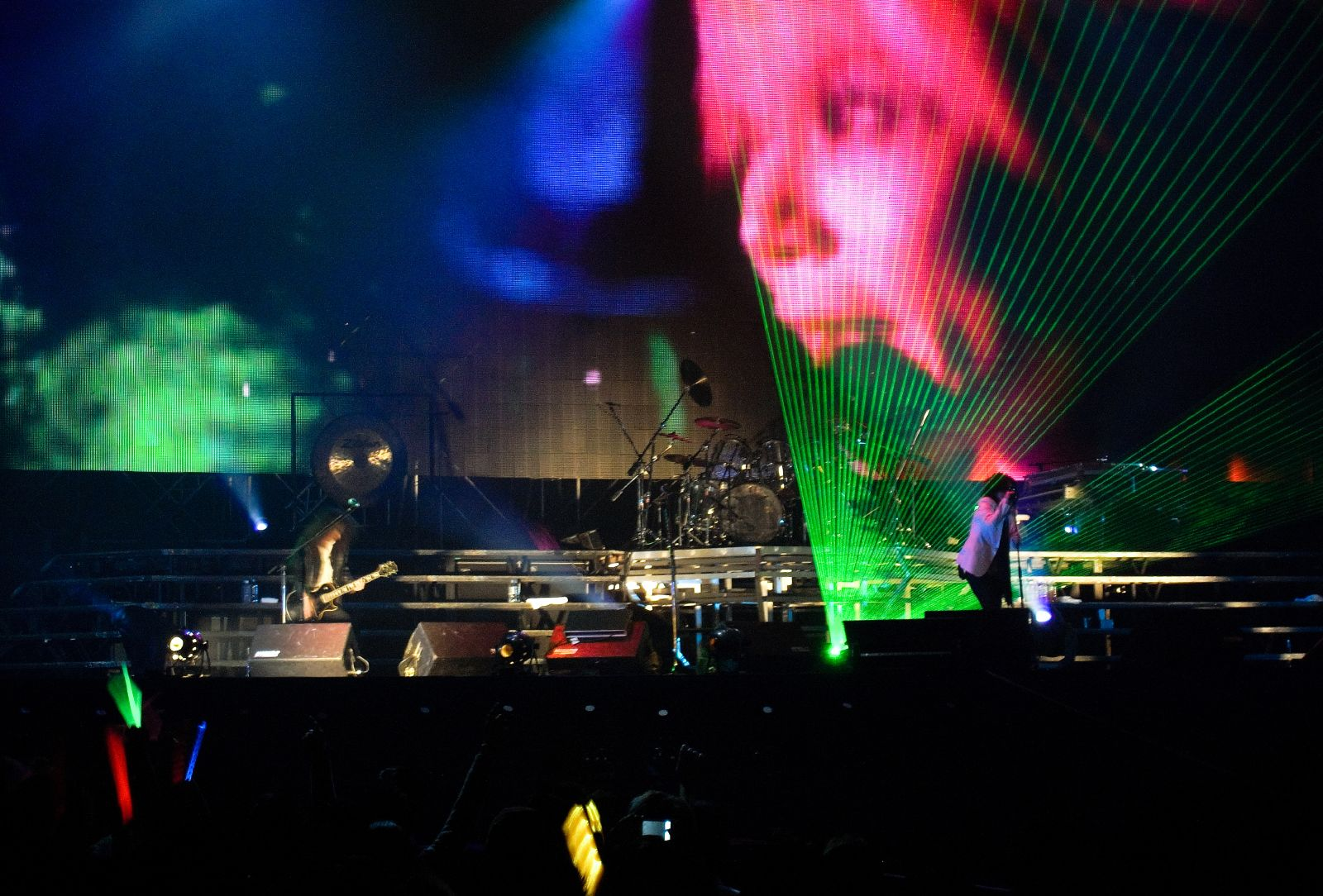
X Japan em um show em Hong Kong em 2009, apresentando na tela uma imagem do falecido Hide, que ainda é considerado um membro da banda.

Dez anos após a morte de Hide, o evento Hide memorial Summit aconteceu nos dias 3 e 4 de maio de 2008 no Estádio Ajinomoto, onde o X Japan se apresentou no segundo dia. Vários outros grupos populares se apresentaram no evento, como TMRevolution, Maximum the Hormone, Dir en grey e até mesmo as bandas já separadas Phantasmagoria e Luna Sea se reuniram por um dia. Os organizadores planejaram que cerca de 100.000 fãs iriam comparecer aos dois shows.
Em 15 de setembro de 2008, Yoshiki deu uma entrevista de imprensa em Tóquio onde anunciou que uma nova música do X Japan estava sendo produzida. Também foram anunciados shows no natal e réveillon de 2008. Após a conferência, Yoshiki fez uma turnê promocional pela Ásia. Em novembro, o grupo divulgou por meio de seu site oficial que o show em Paris em 22 de novembro de 2009 seria adiado mais uma vez, e os shows de Natal nos dias 24 e 25 no Saitama Super Arena também. Apesar disso, o show no réveillon ocorreu como desejado e eles apresentaram uma contagem regressiva durante a virada de ano no Akasaka Blitz.

### Entrada de Sugizo e estreia nos Estados Unidos (2009–2010)

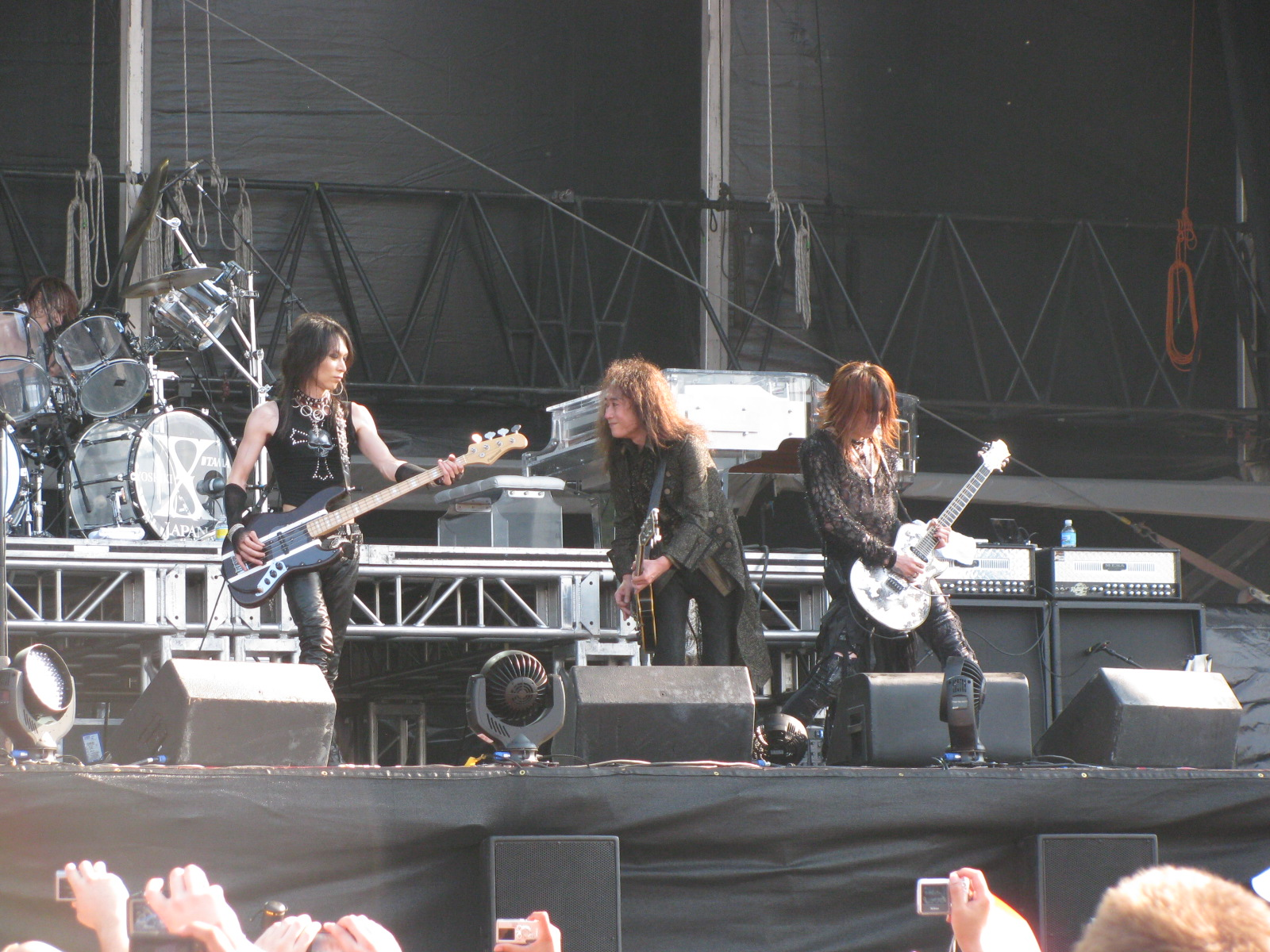
X Japan no Lollapalooza 2010.

Em 2009, X Japan chegou a Hong Kong em 15 de janeiro para se apresentar nos dias 16 e 17. Em 1 de maio, foi anunciado que Sugizo, do Luna Sea, se juntou ao oficialmente X Japan como guitarrista principal. Como a banda ainda considera o falecido Hide um membro, Sugizo se tornou, teoricamente, o sexto membro do X Japan. O primeiro show de Sugizo como membro oficial aconteceu no dia seguinte no Tokyo Dome onde eles tocaram a nova música "Jade" ao vivo pela primeira vez. O concerto de Taiwan, que foi adiado pela segunda vez em janeiro, finalmente aconteceu em 30 de maio de 2009.
Em 9 de janeiro de 2010, a banda fez sua primeira aparição pública nos Estados Unidos ao gravar quatro novos videoclipes em Hollywood. Foram para "Rusty Nail", "Endless Rain", "I.V." e "Jade". Em fevereiro, Yoshiki confirmou que o X Japan se apresentaria no Lollapalooza em agosto. Mais tarde naquele mês, ele anunciou em um evento que a banda se mudaria para Los Angeles e estava sendo planejado um show em um local "simples", marcando o primeiro concerto oficial na América do Norte. Também foi anunciado que um sexto álbum estava sendo elaborado e esperava-se que fosse lançado no outono.
Em março de 2010, Yoshiki entrou com uma ação contra a Nexstar Corporation por 375 milhões de ienes em danos. O contrato da banda com a empresa incluía o uso de gravações, o acordo inicial era de 600 milhões de ienes em royalties antecipados e dinheiro do contrato, que a banda afirma não ter recebido. Entre 2008 e 2009, a empresa também patrocinou vários shows domésticos e pela Ásia e Japão, não tendo pago para a banda taxas de performance e vendas de produtos oficiais. Ao todo, o valor total não pago ultrapassava 900 milhões de ienes. O processo buscava apenas 375 milhões de ienes para a receita obtida com os shows, com uma reivindicação adicional de 600 milhões de ienes no caso de o julgamento prosseguir. O lado de Yoshiki acabou vencendo o processo em 2014, onde o Tribunal Distrital de Tóquio ordenou que a Nexstar pagasse 660 milhões de ienes.

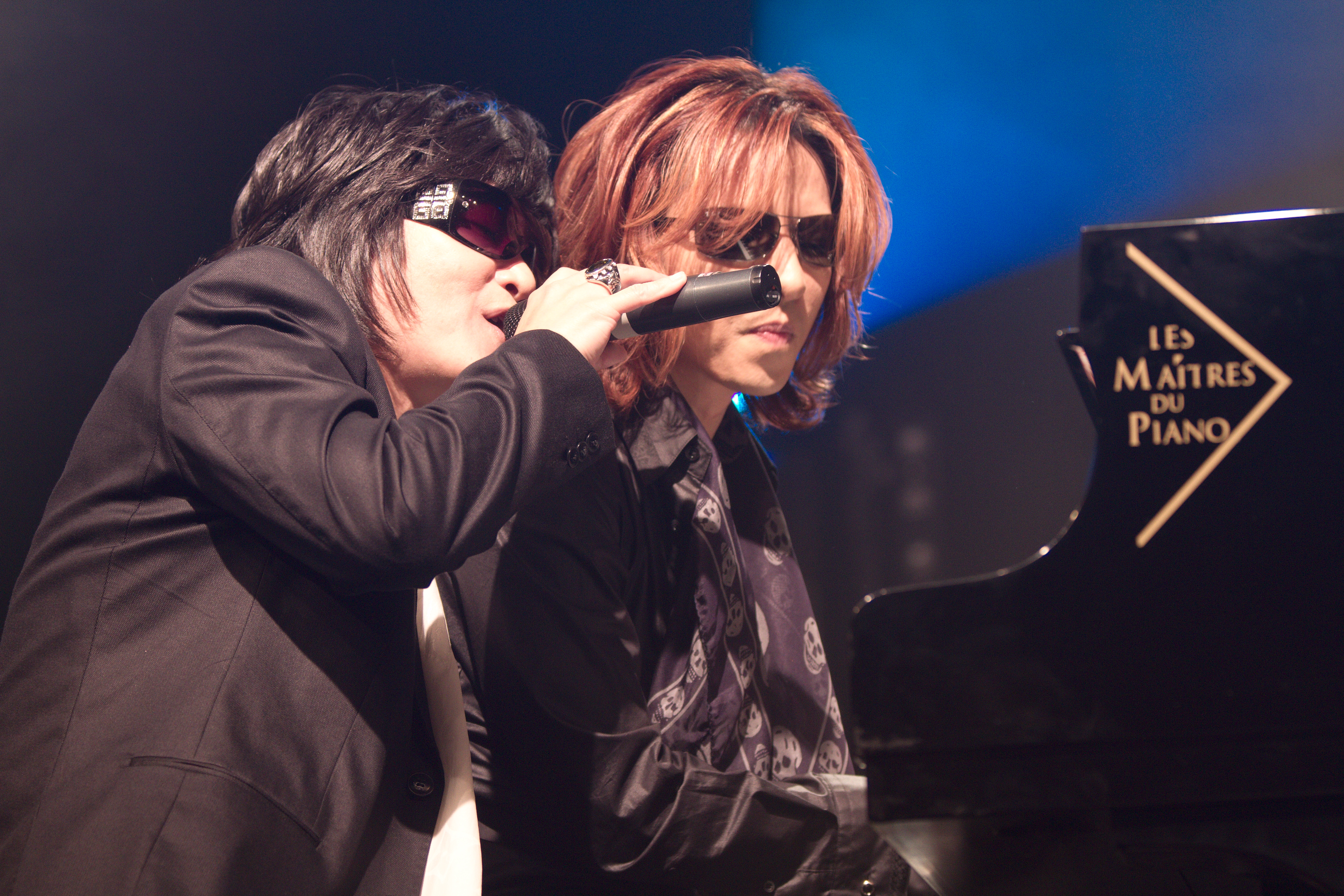
Toshi e Yoshiki no Japan Expo 2010.

Em 1º de julho, a banda se apresentou no Club Nokia em Los Angeles, onde apresentou canções acústicas e gravou um videoclipe para a nova música, "Born to Be Free". No dia 4 de julho, os dois membros fundadores, Toshi e Yoshiki, apareceram em Paris na Japan Expo 2010 onde tocaram algumas canções. Durante o mês seguinte, X Japan e Yoshiki foram apresentados em vários jornais e sites como ABC News, Los Angeles Times e Chicago Sun-Times. O X Japan se apresentou no Lollapalooza 2010 em 8 de agosto. Nos dias seguintes, Yoshiki foi entrevistado pela Phoenix New Times e pela ABC News.
Nos dias 14 e 15 de agosto de 2010, a banda fez um show de dois dias no Nissan Stadium, o maior estádio do Japão. Alguns meios de comunicação relataram uma platéia estimada de 140 mil pessoas nos dois concertos. O ex-baixista Taiji se juntou a eles no palco em ambas as noites como um convidado para a música "X". Logo depois, a empresa de gestão do ex-guitarrista Hide, Headwax Organization, entrou com um processo contra Yoshiki e a gestão do X Japan, Japan Music Agency, por usar imagens do ex-membro sem um acordo formal em vigor. A reclamação afirma que em 2000 as duas empresas assinaram um acordo permitindo que Yoshiki e X Japan usassem imagens visuais de Hide durante os shows. No entanto, quando essas imagens foram usadas nesses shows do Nissan Stadium, aparentemente o contrato já havia expirado.
De 25 de setembro a 10 de outubro, o X Japan realizou sua primeira turnê norte-americana com datas em Los Angeles, Oakland, Seattle, Chicago, Vancouver, Toronto e Nova York. Em 17 de dezembro, Yoshiki anunciou que uma nova música do X Japan, "Scarlet Love Song", foi composta para a adaptação em anime do mangá de Buda.

### Turnê mundial e morte de Taiji (2011–2014)

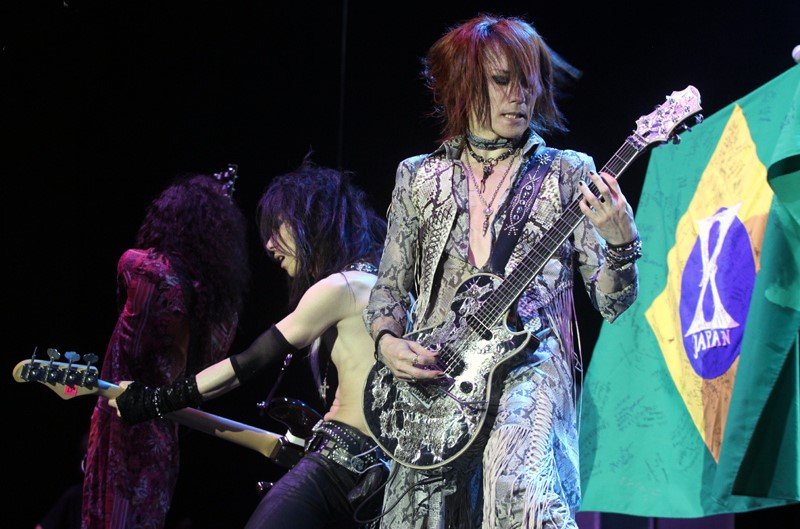
Pata, Heath e Sugizo se apresentando em São Paulo, 2011.

Na turnê mundial, banda fez diversos shows, incluindo um no Brasil, no dia 11 de Setembro de 2011, na casa de shows HSBC Brasil, em São Paulo.
Em 11 de julho de 2011, o ex-baixista do grupo Taiji foi preso por causar uma confusão em um avião que ia do Japão para Saipan. Ele foi acusado de crimes federais nos Estados Unidos pelo incidente. Em 14 de julho, Taiji foi levado as pressas para a unidade de terapia intensiva após tentar se suicidar por enforcamento com um lençol de sua cela, o que levou a sua morte cerebral e necessitando de suporte à vida para manter-se vivo. Taiji morreu em 17 de julho às 11 da manhã, após sua família concordar em desligar os aparelhos que o mantinham vivo.
Em 2014, durante a turnê solo de Yoshiki pela divulgação do álbum Yoshiki Classical, foi anunciado que o X Japan se apresentará no dia 11 de Outubro no lendário Madison Square Garden, onde se apresentam artistas consagrados. Segundo Yoshiki, o concerto será a realização de uma promessa feita pela banda quando o X foi pela primeira vez aos EUA. Dias antes do aguardado concerto em Nova York, a banda sobe novamente aos palcos, no Yokohama Arena durante duas noites, em 30 de setembro e 1 de outubro.

### Sexto álbum de estúdio eWe Are X(2015–presente)
Em 2015, a banda anuncia um novo álbum de inéditas em 20 anos, com lançamento marcado para 11 de Março de 2016, seguido de um show na Wembley Arena e lançamento do filme sobre a banda. A música "Born to be Free", que se tornou constante em shows recentes, foi lançada em 6 de novembro de 2015, e seu vídeo estreou no site da revista Kerrang! no dia 19 do mesmo mês.

## Aparência e imagem
Quando tocávamos música pesada... eu me tornava o completo oposto e fazia algo feminino. Quando tocávamos baladas, eu vestia cabelo espetado.

Yoshiki para a Dazed
A aparência do X Japan foi inspirada no glam rock, como Kiss e David Bowie, bem como no tradicional teatro kabuki japonês, onde era costume os atores masculinos interpretarem papéis femininos e se vestirem como mulheres. Artistas visual kei ainda costumam empregar visuais e trajes femininos em suas apresentações.  De acordo com Josephine Yun, "assim como sua música, o visual de X era individualista. Toshi de ombros quadrados vestiu couro e metal, se assemlhando a um personagem do anime Gundam. Taiji se embonecou em um perfeito, lindo glamour. O comportamento sonolento de Pata no banco de trás e a garrafa de uísque se tornaram sua marca registrada, enquanto Hide sempre incitava o público. E Yoshiki era um paradoxo só dele, enfeitiçantemente afeminado em um momento - e um furacão no concerto, de força total, quebrando os pulsos (literalmente) em outro." Will Hodgkinson do The Times descreveu o X Japan como tendo "a grandiosidade do Queen, a histeria do heavy metal do Iron Maiden e a sofisticação sinfônica da música clássica, tudo ligado a uma boa dose de melodrama".
Sua imagem inicial era caracterizada por maquiagem pesada, como delineador e sombra escuros, pintura de rosto e cabelo arrepiado, que um crítico descreveu como "cabelo de arranha-céu". A aparência altamente andrógina de Yoshiki, vestida com rendas e pérolas, era referida como "decadente". A banda também usou acessórios que lembram o gótico glam (joias de metal, cruzes). O palco refletia a dualidade natural da banda: as fortes canções de heavy metal "masculinas" foram equilibradas pela voz tenor aguda de Toshi e o piano suave de Yoshiki, onde ele costumava usar longos vestidos femininos e agir de forma afeminada.
Com o lançamento de seu álbum de estúdio de 1995 Dahlia, a banda suavizou sua aparência no palco, cortando o cabelo e vestindo roupas mais inspiradas no rock tradicional. Em uma entrevista de 2010, Yoshiki afirmou que o abandono de uma maquiagem mais pesada e de roupas escandalosas foi uma progressão natural em seu estilo, no entanto, eles ainda usam maquiagem no palco, "às vezes pesada, às vezes nem tanto", e que ele ainda considera a banda visual kei.

## Legado e influência

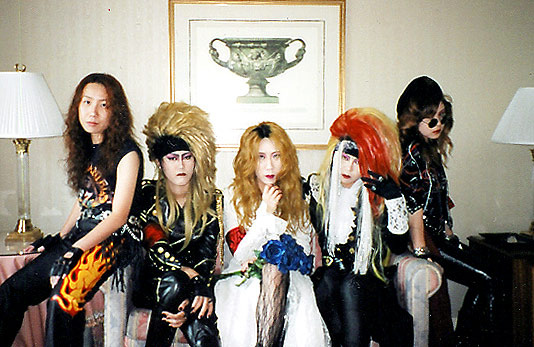
Fãs fazendo cosplay do X Japan.

O X Japan é considerado um dos fundadores do visual kei, um movimento entre músicos japoneses comparável ao glam rock ocidental, com o próprio nome sendo derivado de seu slogan "Psychedelic Violence Crime of Visual Shock" (Crime de Violência Psicodélica do Choque Visual) presente na capa de Blue Blood. Em 2011, Yoshiki descreveu brevemente seus primeiros anos e o desenvolvimento do movimento, dizendo "quando começamos a banda, o problema era que não pertencíamos a lugar nenhum, dado que estávamos tocando músicas muito pesadas, usando toneladas de maquiagem e roupas extravagantes. Então não poderíamos pertencer a lugar nenhum", e completou "Isso eventualmente se tornou o visual kei." Também acrescentou: "Porém o visual kei é mais como um espírito, não é um estilo musical ou, você sabe... Eu acho que é a liberdade de me descrever, uma liberdade de me expressar, isso é o que eu acredito que o visual kei seja." Após a morte do ex-guitarrista Hide em 1998, menos de um ano após a separação da banda, Steve McClure da Billboard declarou "o fim de uma era", explicando "X foi a primeira geração de bandas visual kei [...] Para a próxima geração, é como: É isso. A tocha foi passada para nós."
Muitas bandas e artistas, a maioria relacionados ao visual kei, os contam como uma influência ou os admiram, incluindo Miyavi, Dir en grey, The Gazette, D, Nightmare, Mao do Sadie, Syu e Fumiya de Galneryus, Tōru Kawauchi de 12012, Maya de LM.C, Yuuki de Unsraw, Kei de Dio - Distraught Overlord, Sena do Jiluka e Sora do Dezert. Os membros do Versailles nomearam X e Luna Sea como influências, com o vocalista Kamijo assumindo "Acredito que não há ninguém no mundo da música japonesa que não tenha sido influenciado por eles." Da mesma forma, Leda de Galneryus e Deluhi afirma que nem mesmo estava interessado em música até que um amigo tocou para ele X Japan e Luna Sea, e também declarou a música do X Japan sua "Bíblia". Os músicos Dancho (Nogod), Miya (Mucc), Yuu (Merry), Akane (ex-The Scanty) e Daisuke (Jupiter) ocasionalmente tocam em uma banda cover do X Japan chamada X Suginami. O músico americano Marty Friedman chamou o X Japan de a maior banda visual kei e "de longe a mais versátil musicalmente", e os citou como a razão pela qual ele entrou no rock japonês.
Em We Are X, Gene Simmons afirma que se os membros do X Japan "nascessem na América ou Inglaterra e cantassem em inglês, eles poderiam ser a maior banda do mundo". Devido aos vários infortúnios na banda como o suicídio de membros, a lavagem cerebral de Toshi e a falta de sucesso no exterior, o X Japan foi descrito pelo The Times como: "A banda mais azarada do mundo", em um artigo publicado sexta-feira, 13 de outubro de 2017. Quando questionado em uma entrevista se a banda teve azar, Yoshiki respondeu: "Talvez? Quero dizer, você sabe, com tantas loucuras que aconteceram ao longo dos anos. Mas, ao mesmo tempo, temos fãs incríveis ao redor do mundo, então não posso dizer 'a banda mais azarada do mundo', porém posso dizer que é 'a banda mais sortuda do mundo'. Graças aos nossos fãs."
O grupo era popular entre os jovens rebeldes, que eram atraídos, como disse Asiaweek, pelo "tom de alienação e frustração pelo qual X era reverenciado". Sua música foi descrita pela Asiaweek como sendo "um som raivoso que rejeitava os princípios básicos da sociedade japonesa". Em 1998, o apresentador de rádio e TV Bryan Burton-Lewis explicou: "No Japão, a imagem que temos da audiência do X é a de crianças do campo passando por uma fase rebelde. Eles dedicam suas vidas para serem fãs de X: eles se vestem como tal, respiram isso." No documentário Global Metal, Yoshiki afirmou que a indústria musical e a mídia odiavam a banda e nem mesmo os entrevistavam, "mas acabamos vendendo 20 milhões de álbuns, então eles não tiveram escolha".
O X Japan também foi nomeado um dos primeiros artistas japoneses a alcançar o sucesso mainstream enquanto eram produzidos por uma gravadora independente. Em 1990, eles conquistaram o "Grande Prêmio de Novo Artista do Ano" no 4º Japan Gold Disc Awards. A HMV Japão classificou a banda em 40º lugar em uma lista de 2003 dos 100 artistas pop japoneses mais importantes, e em 2010 eles ficaram em terceiro lugar em uma pesquisa da Oricon sobre quais bandas japonesas as pessoas desejam passar para as gerações futuras. Em 2011, o Consequence of Sound nomeou o X Japan como um de seus 15 Principais Atos de Culto. Em abril de 2012, o X Japan ganhou o prêmio Golden Gods da Revolver de "Melhor Artista Internacional". Eles foram premiados com "Fãs Mais Devotados" no Loudwire Music Awards de 2012, e venceram a votação novamente dois anos depois, em 3 de fevereiro de 2015. Mais tarde naquele ano, eles também ganharam o torneio Melhor Banda ao vivo do site, em agosto, derrotando o Pearl Jam na rodada final. LA Weekly classificou o X Japan em décimo lugar na lista de outubro de 2014 das 10 melhores bandas de Prog Metal. Em março de 2017, a Loudwire nomeou X Japan como a Melhor Banda de Metal do Japão, escrevendo que "seu power metal de alta octanagem e seus shows ao vivo empolgantes os tornam o auge da música pesada na Terra do Sol Nascente."

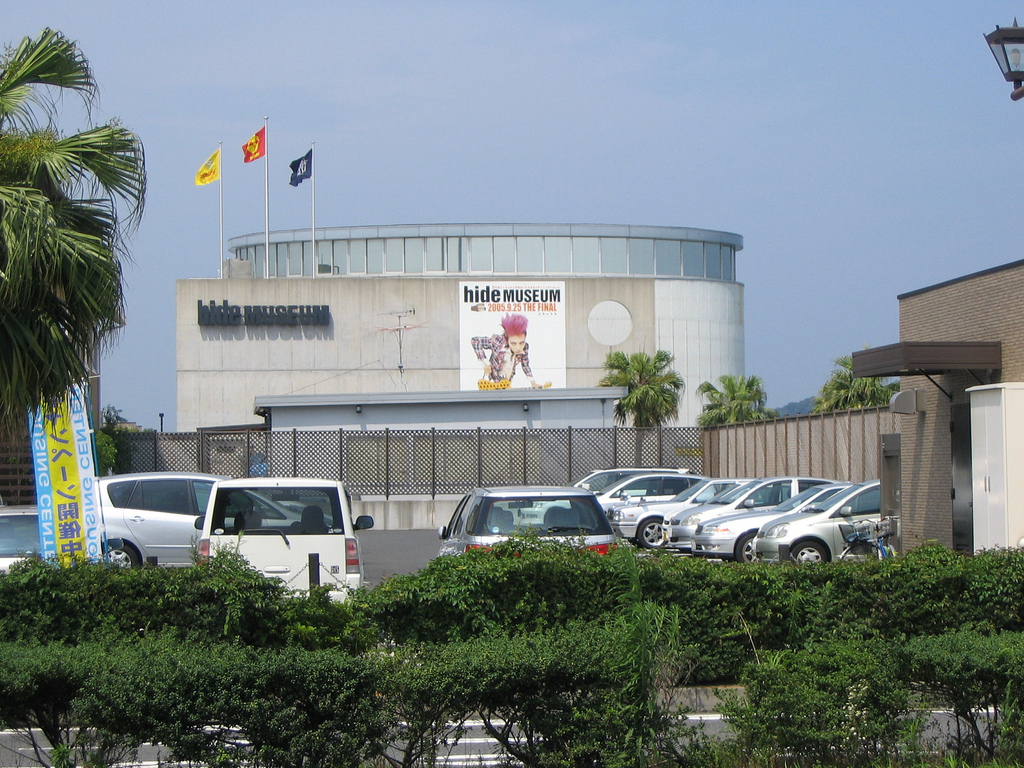
Museu de hide em Yokosuka.

No entanto, o X Japan também deixou sua marca fora da indústria musical. Em 1999, a pedido do governo japonês, Yoshiki compôs e executou uma canção clássica para o imperador japonês Akihito em uma celebração em homenagem ao décimo aniversário de sua entronização. O ex-primeiro-ministro do Japão, Junichiro Koizumi, é um conhecido fã da banda. Seu partido político, o Partido Liberal Democrático, chegou a usar a canção do X Japan "Forever Love" em diversos comerciais em 2001. Também foi relatado que Koizumi influenciou na abertura do Museu de Hide em Yokosuka, em 2000.
Yoshiki afirmou que amava "os elementos punk" dos álbuns Iron Maiden e Killers do Iron Maiden. Ele também citou Sex Pistols, The Clash, GBH e Chaos UK suas bandas favoritas.

## Membros

### Formação atual
- Yoshiki Hayashi (林佳樹 Hayashi Yoshiki) – bateria, piano, teclados, líder (1982–1997, 2007–presente)
- Toshimitsu "Toshi" Deyama (出山利三 Deyama Toshimitsu) – vocais, violão (1982–1997, 2007–presente)
- Tomoaki "Pata" Ishizuka (石塚智昭 Ishizuka Tomoaki) – guitarra base, violão, vocais de apoio (1987–1997, 2007–presente), guitarra solo (2007–2009)
- Yasuhiro "Sugizo" Sugihara (杉原 有音 Sugihara Yasuhiro) - guitarra solo, violino, vocais de apoio (2009–presente)

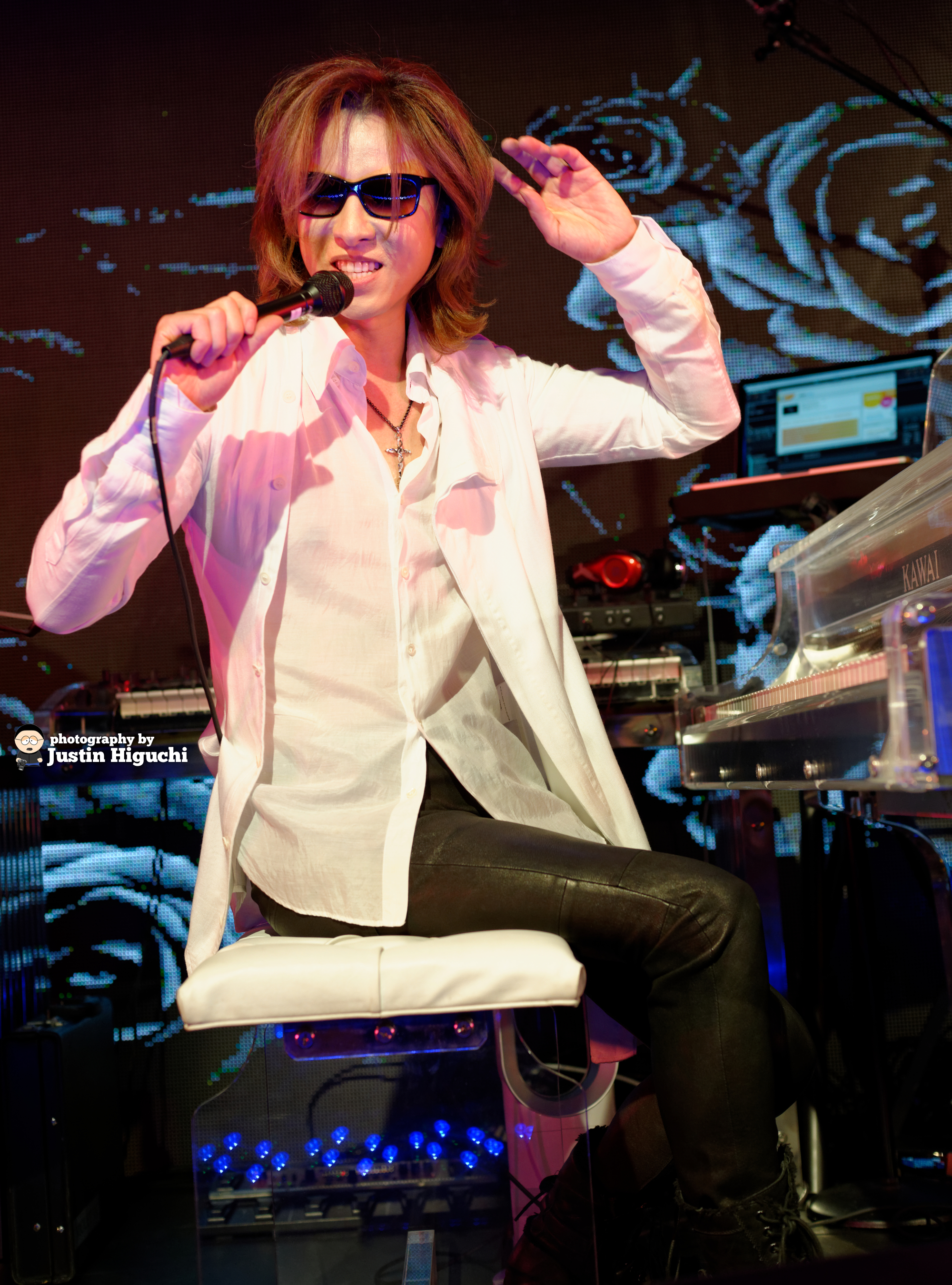
Yoshiki
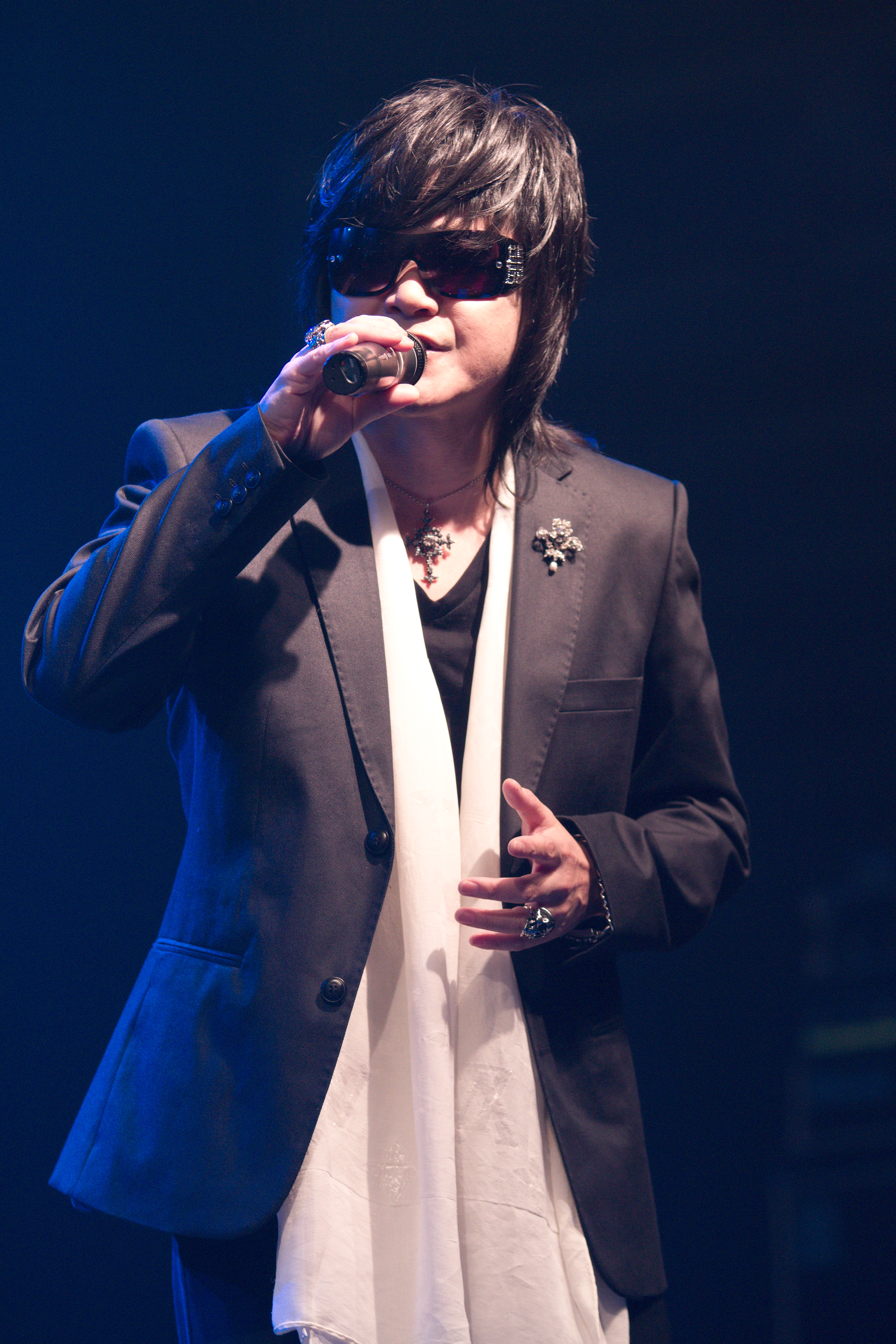
Toshi
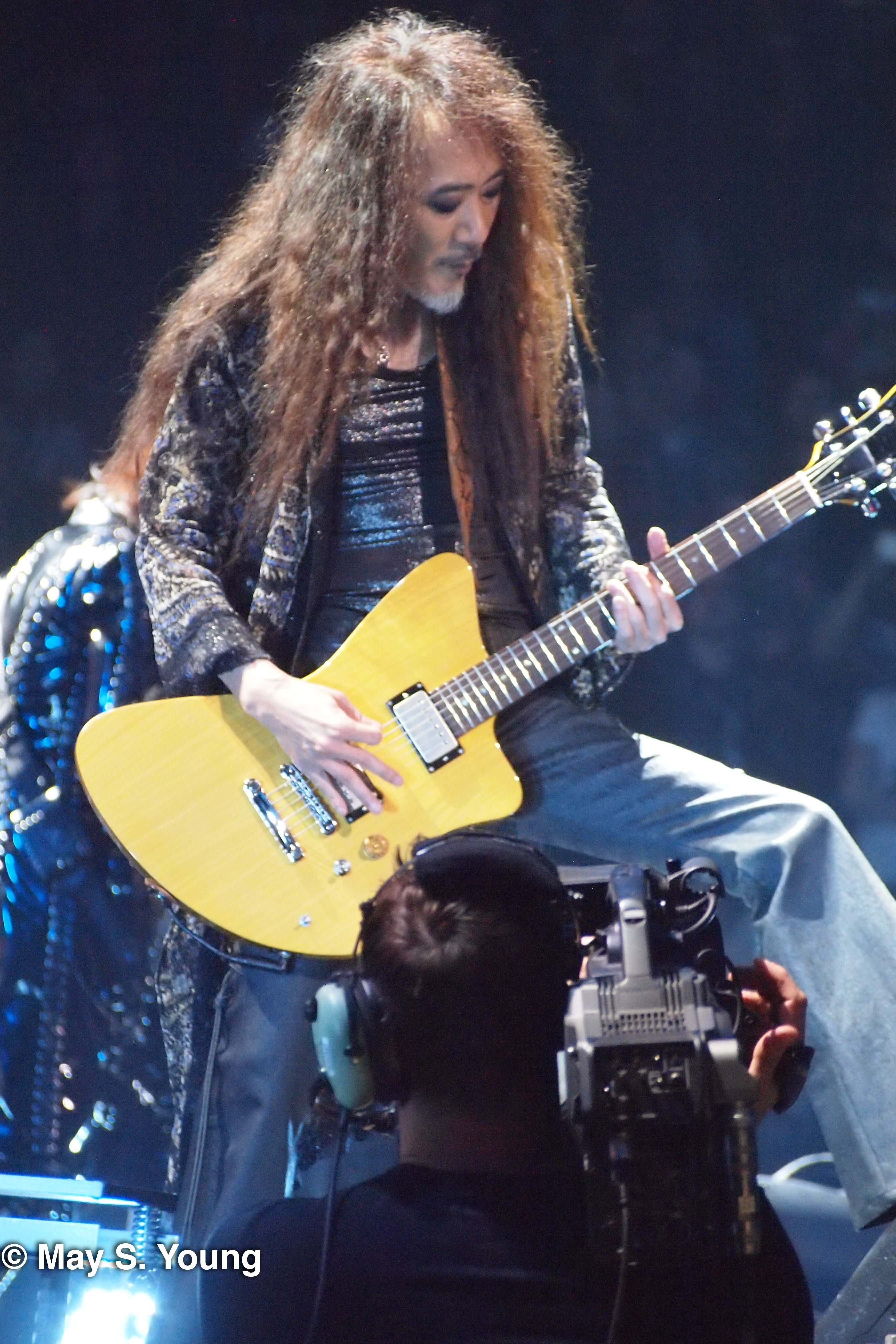
Pata
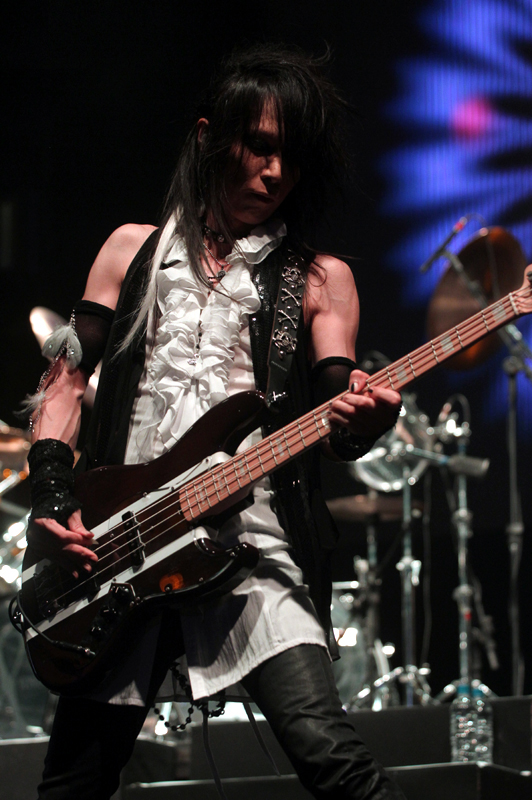
Heath
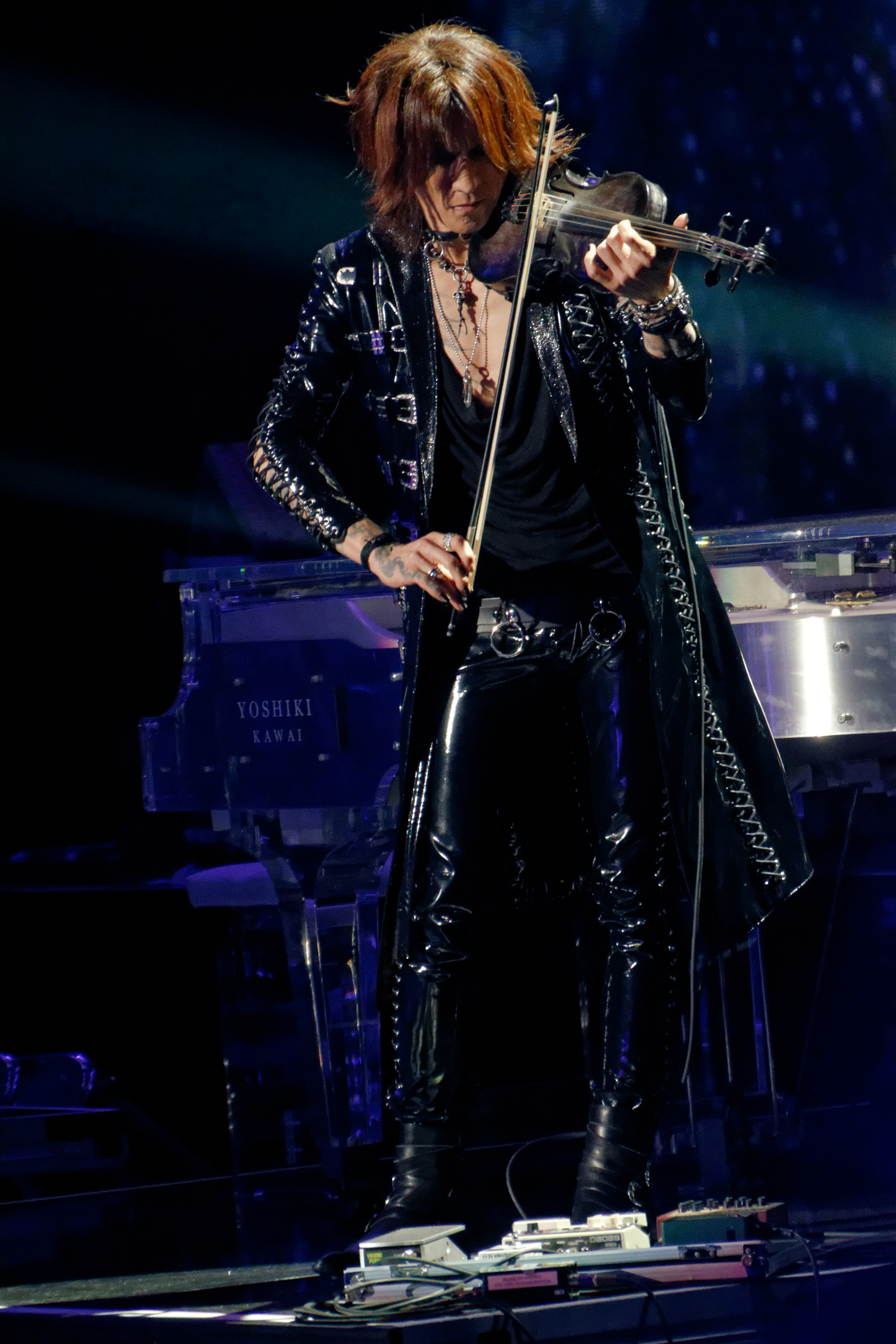
Sugizo

### Antigos membros
- Isao Hori (堀功 Hori Isao) – guitarra solo, vocais de apoio (1987)
- Satoru Inoue (井上悟 Inoue Satoru) – guitarra base (1986–1987)
- Masanori "Kerry" Takahashi (高橋雅則 Takahashi Masanori) – guitarra solo (1986–1987)
- Hikaru Utaka (宇高光 Utaka Hikaru) – baixo (1985–1986)
- Hisashi "Jun/Shu" Takai (高井寿 Takai Hisashi) – guitarra solo/base, vocais de apoio (1985, 1986)
- Kazuaki "Xenon" Mita (三田一光 Mita Kazuaki) – guitarra solo/base, vocais de apoio (1985–1986)
- Yoshifumi "Hally" Yoshida (吉田良文 Yoshida Yoshifumi) – guitarra base (1985)
- Kenichi "Eddie Van" Koide (小出健一 Koide Kenichi) – guitarra base (1985)
- Tomoyuki "Tomo" Ogata (オガタトモユキ Ogata Tomoyuki) – guitarra base (1984–1985)
- Yuji "Terry" Izumisawa (泉沢裕二 Izumisawa Yuji) – guitarra solo, vocais de apoio (1982–1985), guitarra base (1984–1985, faleceu em 2002)
- Atsushi Tokuo (徳応アツシ Tokuo Atsushi) – baixo (1982–1985)
- Taiji Sawada (沢田泰司 Sawada Taiji) – baixo, violão, vocais de apoio (1985, 1986–1992, faleceu em 2011)
- Hideto "hide" Matsumoto (松本秀人 Matsumoto Hideto) – guitarra solo, violão, vocais de apoio (1987–1997, faleceu em 1998)
- Hiroshi "Heath" Morie (森江博 Morie Hiroshi) – baixo, vocais de apoio (1992–1997, 2007–2023, faleceu em 2023)

## Discografia

### Álbuns de estúdio
- Vanishing Vision (1988)
- Blue Blood (1989)
- Jealousy (1991)
- Art of Life (1993)
- Dahlia (1996)

## Prêmios
| Ano  | Prêmio                          | Categoria                                      | Trabalho           | Resultado |
| ---- | ------------------------------- | ---------------------------------------------- | ------------------ | --------- |
| 1990 | 4° Japan Gold Disc Awards       | Grand Prix Novo Artista do Ano                 | X Japan            | Venceu    |
| 1991 | 33° Japan Record Awards         | Prêmio de Álbuns Pop e Rock                    | Jealousy           | Venceu    |
| 2012 | Revolver Golden Gods Award      | Melhor Artista Internacional                   | X Japan            | Venceu    |
| 2016 | 89° Academy Awards              | Prêmio da Academia para Melhor Canção Original | La Venus           | Indicado  |
| 2017 | Prêmios da revista Neo          | Melhor Ato Musical                             | X Japan            | Venceu    |
| 2017 | Prêmios da revista Neo          | Melhor Filme Asiático                          | We Are X           | Venceu    |
| 2017 | SSE Live Awards                 | Melhor Evento na SSE Wembley Arena             | X Japan World Tour | Venceu    |
| 2018 | Space Shower Music Video Awards | Melhor Filme Musical                           | We Are X           | Venceu    |